# فهرست آثار تاریخی افغانستان
از جمله آثار تاریخی افغانستان می‌توان موارد زیر را نام برد.

## کابل
- آرامگاه تیمورشاه
- مسجد عیدگاه
- بوستان‌سرای
- باغ بابر
- باغ لطیف
- زیارت شیخ سعدالدین احمد انصاری
- آرامگاه و مسجد حاجی صاحب پایمنار
- مسجد چوبفروشی
- بالا حصار کابل
- قصر دارالامان
- کاخ کوتی‌باغچه
- قصر چهلستون
- منار علم و جهل
- منار عبدالوکیل خان

## ولایت هرات
- دژ اختیارالدین
- مسجد جامع بزرگ هرات
- نمازگاه‌های هرات
- آرامگاه خواجه عبدالله انصاری

شهر غلغله

## ولایت هلمند
- طاق بست
- چاه بست

## ولایت قندهار
- چهل‌زینه قندهار

غزنی یا غزنه باستان از جمله جای های تاریخی داره که باید رفت مانند منار جان شهر کهنه بالا حصار بهلول دانا زیارت حکیم سنایی آرام گاه سلطان محمود غزنوی وغیره نشر کننده احسان الله خیرزاده

## ولایت لوگر
- آرامگاه ملک سبز علی صاحب

## ولایت ننگرهار
- ساختمان سراج العمارت

## ولایت لغمان
- قلعه سراج

## ولایت پروان
- قصر جبل السراج

## ولایت کاپیسا
- استوپاهای چشمه معاذالله

## ولایت سمنگان
- تخت رستم
- قصر جهان‌نما
- بازار سرپوشیده حلم

## ولایت بلخ
- آرامگاه حضرت علی کرم الله وجهه
- مسجد نه‌گنبد
- برج عیاران